# MV Arctic Sunrise
El MV Arctic Sunrise es un buque adquirido por la ONG Greenpeace en 1995. Es un rompehielos, y buque de investigación, uno de los tres buques de Greenpeace.

## Historia
El Sunrise, fue adquirido por Greenpeace en 1995, y botada en junio de 1996. Antes era un barco pesquero, que incluso había sido confrontado por la ONG. La primera acción que llevó a cabo con Greenpeace, fue una protesta en el Mar del Norte, donde Greenpeace evitaba la construcción de plantas para la extracción de petróleo. Desde aquel momento, el Arctic Sunrise ha trabajado en la Antártida, en el Congo, y en el río Amazonas.
El Sunrise, además, fue el primero en circunnavegar la isla de James Ross, en la Antártida, revelando así una de las consecuencias del calentamiento global. Además, ha visitado repetidas veces Alaska, para estudiar el cambio climático en la región, además de demostrar oposición en la construcción de una planta petrolera por parte de la BP. También ha hecho lo mismo en Groenlandia. En los océanos del sur, el Arctic Sunrise ha hecho presencia junto con su barco hermano, la “esperanza”, denunciando pesca ballenera allí. El Sunrise también ayudó en capturar y denunciar barcos de pesca pirata en la Patagonia, Argentina, más específicamente, el Rita, en el 2000.
También ha llevado a cabo acciones similares alrededor de todo el mundo. En el 2011, el Arctic llevó a cabo una acción contra una planta de carbón en Estados Unidos.
El 19 de septiembre de 2013, mientras participaba en una protesta contra la plataforma de extracción de petróleo Priraslomnaja en el Ártico ruso por parte de Gazprom, fue abordado por la guardia de fronteras rusa. El buque fue remolcado hasta Múrmansk donde los activistas fueron puestos en prisión preventiva. El gobierno holandés, bajo cuya bandera navega el buque, exigió la inmediata liberación del buque y de los 30 activistas de 18 nacionalidades distintas que componen su tripùlación. Los treinta activistas fueron liberados en los tres meses siguientes debido a las presiones y protestas internacionales, pero el buque permaneció retenido en Rusia hasta junio de 2014.
El 15 de noviembre de 2014 participó en una acción de protesta contra la llegada del Rowan Renaissance, el buque perforador contratado por Repsol para realizar prospecciones petrolíferas en aguas de Canarias. Dicha acción fue evitada por embarcaciones semirrígidas procedentes del patrullero de altura Relámpago de la Armada Española. En el transcurso de la operación cayó al mar y resultó herida por las hélices una activista italiana, que fue rescatada por la tripulación de la Armada, que procedió a su evacuación en helicóptero.

## Descripción
Está registrada en el puerto de Ámsterdam, Holanda, y su nombre original es Polarbjorn. Construido en 1975 por la compañía AS Vaagen Verft, cuenta con veintiocho literas y en su casco entran cuatro Zodiacs (dos grandes rígidas y dos pequeñas inflables), además de tener capacidad para transportar un helicóptero. Este barco es una motonave, cuya seña de llamado es PCTK. Desplaza 949 t, mide 49,62 m de eslora, 11,50 m de manga y un calado de 5,3 m. Puede alcanzar una velocidad máxima de 13 nudos, ya que cuenta con un motor principal MAK 9M452AK de 2495 IHP (1619 kW) y dos motores auxiliares Deutz BF6M716 de 208 hp (175 kW), además de dos propulsores de 400 Hp, ubicados uno en la proa y el otro en la popa.